# Cioburciu (Slobozia)
Cioburciu (in russo Чобручи)  è un comune della Moldavia controllato dalla autoproclamata repubblica di Transnistria. È compreso nel distretto di Slobozia con 8.880 abitanti (dato 1989)